# 蔡想想
蔡想想（2012年—）是一隻灰白相間的虎斑猫，其飼主為前中華民國總統蔡英文。

## 生平
2012年8月，牠被時任民主進步黨籍立法委員蕭美琴發現於和平車站，當時蕭美琴因蘇拉颱風在花蓮縣秀林鄉勘災。蕭美琴擔心牠被軍方救災的大型機具輾過，而將牠帶回。翌日，蕭美琴與民進黨主席蔡英文進行電話聯繫時，牠聽到電話聲便不停地喵嗚叫，蕭美琴因此戲稱：「主席，我在花蓮幫你撿到了一隻貓。」
蕭美琴將牠帶至蔡英文位於臺北市的辦公室，牠一進辦公室即撒一泡尿。領養之初，牠全身瘦弱、全身爛泥、甚至有皮膚病。蔡英文當下領養了牠，當時正值籌辦「想想論壇」教育基金，遂將貓取名為「想想」，並冠以自家的姓氏。

## 公眾形象
蔡英文曾以蔡想想做為她推行動物保護政策的宣傳媒介。蔡英文競選時，許多紀念品以想想和阿才為主角，可以視為吉祥物。蔡英文擔任總統期間經常於總統官邸接見外賓、國內政要或接受採訪，蔡想想也常陪同接見或出鏡，成為促進外交關係的媒介。

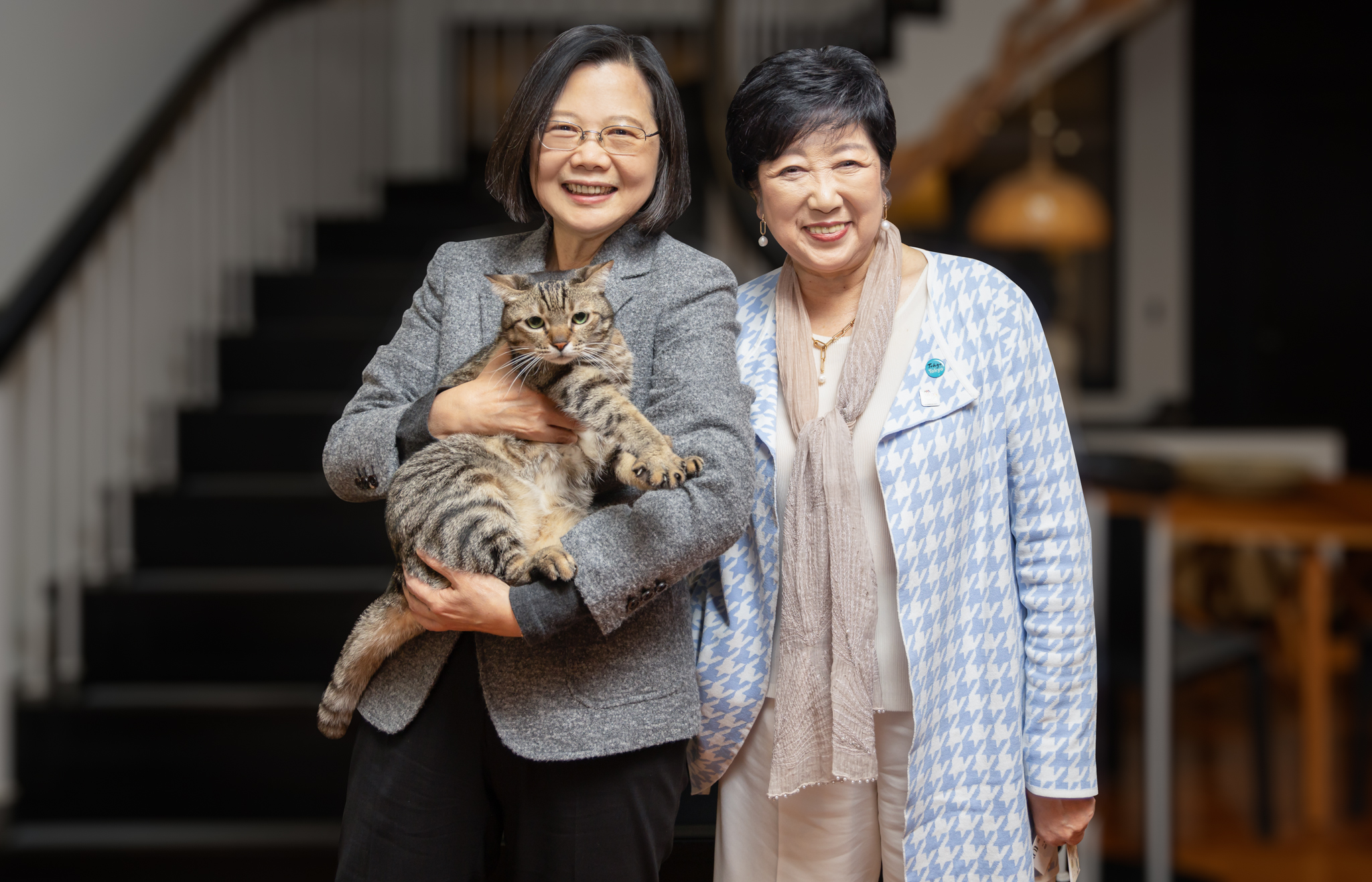
2024年2月，蔡英文在官邸会见東京都知事小池百合子，与蔡想想一同出镜